# Standard Forty
La 40 hp, o Forty, è un'autovettura prodotta dalla Standard dal 1908 al 1911.
Il modello sostituì la 30 hp, ed aveva installato un motore in linea anteriore a sei cilindri e valvole laterali, che aveva una cilindrata totale di 6.107 cm³. La trazione era posteriore.
L'unica carrozzeria disponibile era torpedo. Il modello era disponibile con due telai, che si differenziavano dalla lunghezza del passo, cioè 3.048 mm e 3.353 mm. Nell'anno del lancio della vettura, la gamma della Standard era formata da due modelli, dalla 40 hp e dalla più piccola 20 hp, che aveva montato anch'essa un propulsore a sei cilindri.
Nel 1911, la 40 hp fu tolta di produzione senza il lancio di nessun modello successore.